# Paříž–Nice 2020
78. ročník cyklistického závodu Paříž–Nice se konal mezi 8. a 14. březnem 2020. Vítězem se stal Němec Maximilian Schachmann z týmu Bora–Hansgrohe. Závod byl 13. března zkrácen o poslední etapu kvůli pandemii nemoci covid-19 . Kvůli obavám ze zdravotní situace během závodu odstoupilo hned několik týmů.
Němec Maximilian Schachmann vyhrál celkové pořadí poté, co byl závod předčasně ukončen po 7. etapě. Belgičan Tiesj Benoot skončil druhý a Kolumbijec Sergio Higuita třetí.

## Týmy
Závodu se zúčastnilo 17 týmů, 12 UCI WorldTeamů a 5 UCI ProTeamů. Několik kvalifikovaných týmů odstoupilo před startem závodu kvůli pandemii covidu-19, a to Astana, CCC Team, Mitchelton–Scott, Movistar Team, Ineos Grenadiers, Team Jumbo–Visma a UAE Team Emirates. Během závodu se mnoho jezdců a týmů rozhodlo odstoupit kvůli důvodům spojeným s koronavirem, včetně týmů Bahrain–McLaren, Israel Start-Up Nation a úřadujícího světového šampiona Madse Pedersena. Do cíle dojelo pouze 61 jezdců z původních 136 startujících.
UCI WorldTeamy
- AG2R La Mondiale
- Bahrain–McLaren
- Bora–Hansgrohe
- Cofidis
- Deceuninck–Quick-Step
- EF Pro Cycling
- Groupama–FDJ
- Israel Start-Up Nation
- Lotto–Soudal
- NTT Pro Cycling
- Team Sunweb
- Trek–Segafredo

UCI ProTeamy
- Arkéa–Samsic
- B&B Hotels–Vital Concept
- Circus–Wanty Gobert
- Nippo–Delko–One Provence
- Total Direct Énergie

## Trasa a etapy
| Etapa         | Datum         | Trasa                                       | Vzdálenost          | Typ                 | Typ                  | Vítěz                       |
| ------------- | ------------- | ------------------------------------------- | ------------------- | ------------------- | -------------------- | --------------------------- |
| 1             | 8. března     | Plaisir - Plaisir                           | 154 km              |                     | Kopcovitá etapa      | Maximilian Schachmann (GER) |
| 2             | 9. března     | Chevreuse - Chalette-sur-Loing              | 166,5 km            |                     | Rovinatá etapa       | Giacomo Nizzolo (ITA)       |
| 3             | 10. března    | Chalette-sur-Loing - La Châtre              | 212,5 km            |                     | Rovinatá etapa       | Iván García (ESP)           |
| 4             | 11. března    | Saint-Amand-Montrond - Saint-Amand-Montrond | 15,1 km             |                     | Individuální časovka | Søren Kragh Andersen (DEN)  |
| 5             | 12. března    | Gannat - La Côte-Saint-André                | 227 km              |                     | Rovinatá etapa       | Niccolò Bonifazio (ITA)     |
| 6             | 13. března    | Sorgues - Apt                               | 160,5 km            |                     | Kopcovitá etapa      | Tiesj Benoot (BEL)          |
| 7             | 14. března    | Nice - Valdeblore La Colmiane               | 166,5 km            |                     | Horská etapa         | Nairo Quintana (COL)        |
| 8             | 15. března    | Nice - Nice                                 | 113,5 km            |                     | Středně těžká etapa  | Etapa zrušena               |
| Celková délka | Celková délka | Celková délka                               | 1235,6 km 1122,1 km | 1235,6 km 1122,1 km | 1235,6 km 1122,1 km  | 1235,6 km 1122,1 km         |

## Průběžné pořadí
| Etapa          | Vítěz                 | Celkové pořadí        | Bodovací soutěž       | Vrchařská soutěž | Soutěž mladých jezdců | Týmová soutěž          |
| -------------- | --------------------- | --------------------- | --------------------- | ---------------- | --------------------- | ---------------------- |
| 1              | Maximilian Schachmann | Maximilian Schachmann | Maximilian Schachmann | Jonathan Hivert  | Cees Bol              | Team Sunweb            |
| 2              | Giacomo Nizzolo       | Maximilian Schachmann | Maximilian Schachmann | Jonathan Hivert  | Sergio Higuita        | Israel Start-Up Nation |
| 3              | Iván García           | Maximilian Schachmann | Giacomo Nizzolo       | Jonathan Hivert  | Sergio Higuita        | Israel Start-Up Nation |
| 4              | Søren Kragh Andersen  | Maximilian Schachmann | Maximilian Schachmann | Jonathan Hivert  | Sergio Higuita        | Bora–Hansgrohe         |
| 5              | Niccolò Bonifazio     | Maximilian Schachmann | Maximilian Schachmann | Jonathan Hivert  | Sergio Higuita        | Bora–Hansgrohe         |
| 6              | Tiesj Benoot          | Maximilian Schachmann | Maximilian Schachmann | Nicolas Edet     | Sergio Higuita        | Team Sunweb            |
| 7              | Nairo Quintana        | Maximilian Schachmann | Tiesj Benoot          | Nicolas Edet     | Sergio Higuita        | Team Sunweb            |
| 8              | Etapa zrušena         | Etapa zrušena         | Etapa zrušena         | Etapa zrušena    | Etapa zrušena         | Etapa zrušena          |
| Konečné pořadí | Konečné pořadí        | Maximilian Schachmann | Tiesj Benoot          | Nicolas Edet     | Sergio Higuita        | Team Sunweb            |